# Gonomyia (Leiponeura) robinsoni
Gonomyia (Leiponeura) robinsoni is een tweevleugelige uit de familie steltmuggen (Limoniidae). De soort komt voor in het Oriëntaals gebied.